# Gare du Nord (film)
Gare du Nord je francouzský hraný film z roku 2013, který režírovala Claire Simon podle vlastního scénáře.

## Děj
Na pařížském Severním nádraží se potkává a míjí několik osob. Ismaël zde provádí anketu mezi cestujícími RATP, kvůli své disertační práci v sociologii. Na nádraží se seznamuje Mathildou, profesorkou historie, se kterou pozoruje různé osoby, které na nádraží žijí a procházejí jím.

## Obsazení
| Nicole Garcia          | Mathilde               |
| Monia Chokri           | Joan                   |
| François Damiens       | Sacha                  |
| Reda Kateb             | Ismaël                 |
| Sophie Bredier         | Agatha                 |
| Michael Evans          | mladý vzteklý muž      |
| Lucille Vieaux         | prodavačka             |
| Marvin Jean Charles    | Kako                   |
| Jean-Christophe Bouvet | právník                |
| Nader Boussandel       | Antoine                |
| Lou Castel             | bezdomovec Ali         |
| André Marcon           | François               |
| Jacques Nolot          | Mario                  |
| Samir Guesmi           | Julien                 |
| Ophélia Kolb           | mladá učitelka         |
| Paweł Pawlikowski      | šéf Joany              |
| Christophe Paou        | Gaspard                |
| Clémence Boisnard      | mladá dívka s kladivem |